# Talisia
Talisia is een geslacht uit de zeepboomfamilie (Sapindaceae). The Plant List accepteert 38 soorten. De  pitomba (Talisia esculenta) is bekend vanwege eetbare vruchten. Alle Talisia-soorten groeien in Amerika, vooral Zuid-Amerika.